# Nemotelus acutirostris
Nemotelus acutirostris är en tvåvingeart som beskrevs av Friedrich Hermann Loew 1863. Nemotelus acutirostris ingår i släktet Nemotelus och familjen vapenflugor. Inga underarter finns listade i Catalogue of Life.